# 曼尕賴

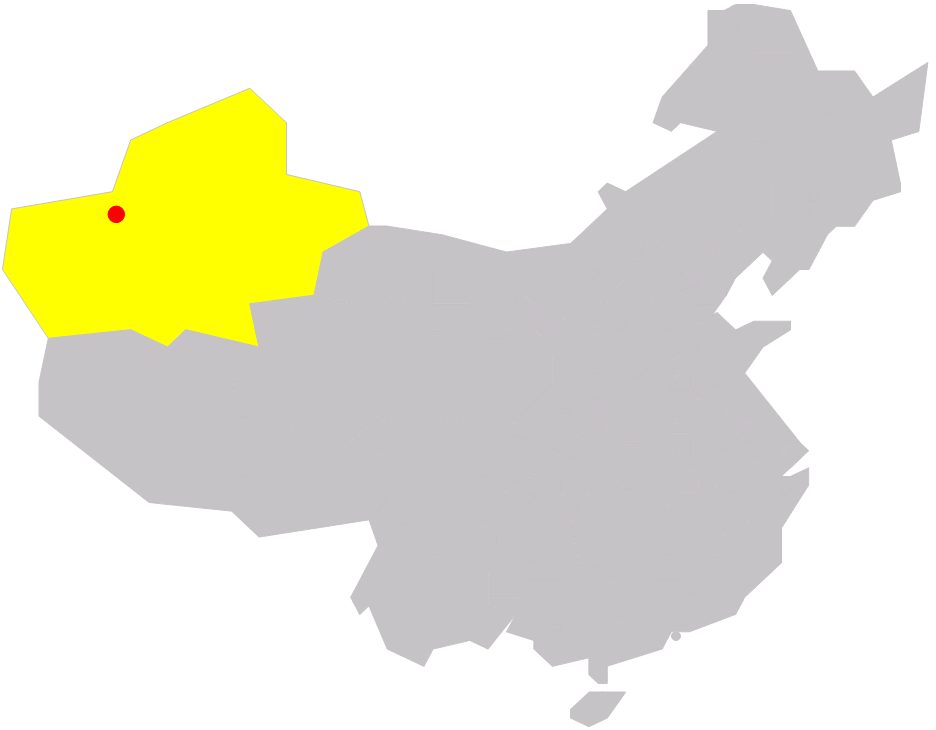
阿克蘇在中國的位置。阿克蘇是"曼尕賴王國"的前首都

曼尕賴，即是向陽地，是13世紀中國新疆地區，首都位於阿克蘇的一個小王國，1224年投降了成吉思汗。
這王國位於元朝邊疆，但受察合台汗國和葉爾羌汗國控制，一直是王國一部分，在1877年正式併入清朝。

## 外部連結
- Text and notes by N. Elias on the account of the Tarikh-i-Rashidi